# Lesné
Pour les articles homonymes, voir Lesne (homonymie).
Lesné est un village de Slovaquie situé dans la région de Košice.

## Histoire
Première mention écrite du village en 1254.

## Démographie

### Évolution de la population
| Année:               | 1994. | 2004.   | 2014.   | 2024.   |
| -------------------- | ----- | ------- | ------- | ------- |
| Nombre de personnes: | 413   | 425     | 443     | 417     |
| Différence:          |       | +2,90 % | +4,23 % | -5,86 % |

| Année:               | 2023. | 2024.   |
| -------------------- | ----- | ------- |
| Nombre de personnes: | 430   | 417     |
| Différence:          |       | -3,02 % |

## Politique
| Nom            | Parti politique | Date de l'élection | Fin du mandat |
| -------------- | --------------- | ------------------ | ------------- |
| Mária Šalapová | KDH,SDKÚ-DS,SZ  | 02.12.2006         | Déc. 2010     |